# Минералне воде Републике Српске
Минералне воде Републике Српске означавају се као појава извора минерланих вода. Ова појава је у Републици Српској углавном везана за подручје општина Нови Град (Љешљани), Козарска Дубица (Мљечаница), Петрово (Велика Прења, Бољанићи), Зворник (Козлук, Кисељак), Сребреница (Губер), те у подручје општине Чајниче.
Експлоатација минералних вода тренутно се врши у Мљечаници (у балнеолошке сврхе) и Козлуку (флаширање минералне воде „Витинка“).

## Зона Љешљани-Козарска Дубица
.
Појаве минералних вода које се јављају у подручју Сводне, Прусаца, Стригове, Јеловца, Хајдероваца и Мљечанице, карактеришу се изворе издашности од 0,1 до 0.5 l/s, па све до 1.0 l/s.
Једина на подручје Мљечанице искоришћена појава ових вода на коме се путем бунара врши експлоатације минералне воде за балнеолошке потребе. Минералне воде у Мљечаници се користе у балнеолошке сврхе уз догревање минералних вода.
Експлоатација минералне воде се врши из транзитног колектора минералних вода у оквиру херлветбудигалских наслага.  Минерална вода која је акумулирана  у квартарним наслагама, као секундарном аквиферу меша се са приповршинским водама значајно ниже минерализације (и температуре).
Минерална вода у Мљечаници издањује преко више мањих извора формираних дуж рјечице Мљечанице на две одвојене локације. Поред тога избушено је више плитких (у алувијалним наслагама) и дубоких бушотина (завршених у наслагама миоцена, тачније хелвет-бурдигала). Тренутно, минералне воде Мљечанице користе се само са бушотине ЕВ-2 чија је дубина 80 m. Минералне воде у Мљечаници се користе у балнеолошке сврхе уз догревање минералних вода.
Билансне резерве износе 10 l/s, док су потенцијалне резерве око 30 l/s. Температура воде је 14,7оС са минерализацијаом од 2.900 mg/l. На основи урађеног Елабората о класификацији, категоризацији и прорачуну резерви минералне воде „Мљечаница“ код Козарске дубице, са стањем 31. јануара 2004. године  могу су издвојити следеће резерве минералне воде:
- А категорије које износе 2.00 l/s
- Б категорије које износе 5.00 l/s
- Ц1 категорије које износе 10.00 l/s
- Ц2 категорије које износе 30.00 l/s

## Зона Велика Прења- Бољанић
Термоминералне воде које припадају спречанској хидротермалној аномалијису оне локализоване на подручју Добој-Петрово. Лежиште термоминералних вода и гаса угљен-диоксида  налази се у зони која се пружа од Какмужа па до Бољанића.
На подручју општина Добој и Петрово јављу се извори минералних вода у подручју Озрена (у подручју Велике Прење) и Бољанића.
У подручју Велике Прење  која територијално припадају општини Добој, јављају се хипералкалне воде. Уже подручје појаве хипералкалних вода изграђују серпентинити и серпентинисани перидотити који представљају транзитни колектор (секундарни) за хипералкалне воде, док се примарни аквифер налази знатно дубље и највероватније је  везан за тријаске седименте. Истицање хипералкалних вода се одвија дуж раседних и пукотинских система и здробљених зона у серпентинитима и серпентинисаним перидотитима.
Иамјући у виду да серпентинити и серпентинисани перидотити представљају водонепропусне стенске масе, они у раседним и здробљеним зонама као и у зонама приповршинске распаднутости могу имати функцију малих пропусних стенских маса. Наведено извориште хипералкалних вода је разбијеног типа, односно јавља се на више места истицања из пукотинских система.
Воде на овом подручју су каптиране на два извора на локалитету „Ваићева вода“.  На бушотини је тестирањем остварен капацитет од 0.15 l/s са снижењем од 30 m и са температуром воде од 17.5 oC. На основу резултата проведених лабараторијских истраживања воде је:
- без боје, мириса и укуса.
- концентрација водоникових јона (pH) је 11.6 што указује на висок алкалитет воде.

Испитивана вода припада средње меким водама са тврдоћом од 8.6 О dH. Укупна минерализација износи око 200 mg/l.
Високоалкалне и алкалне воде извора на овом локалитету припадају групи лековитих вода. Искуства су несумљиво показала лековитост вода код кожних и гастроинтестиналних обољења, као и код запаљенских промена на очним капцима и коњуктивама, по чему је у народу вода и добиле назив „очна вода“.
На бази Елабората о класификацији, категоризацији и прорачуну резерви хипералкалних и алкалних вода на подручју Велике Прење, са стањем 1. марта 2004. године и добијених резултата детаљних хидрогеолошких истраживања и испитивања и дугогодишњег осматрања могу се издвојити следеће резрве хипералкалних вода:
- А категорије износе 0.12 l/s
- Б категорије износе 0.30 l/s
- Ц1 категорије износе 0.70 l/s
- Ц2 категорије износе 2.50 l/s

У подручју Бољанића, општина Петрово, су у периоду 1979/80 год. изведена бушотина ( дубине 73,50 m), која је захватила хипотермалне натријско-калијскохидрокарбонатне киселе воде са променљивим самоизливом (1.50-2.00 l/s). Према резултатима истраживања воде су погодне за употребу као „стоне воде“. Неопходна су додатна детаљна хидрогеолошка истраживања и испитивања ове појаве.

## Зона Јасеница- Кисељак
На подручју општине Зворник, регистроване су појаве минералних вода у подручју насеља  Козлук, Јасеница и Кисељак.
Након детаљних геолошких, хидрогеолошка и хидрохемијска истраживања на подручју Козлука током 1954. године избушене су 4 бушотине дубине од 40  до 421 m. У току детаљних истраживања од 2002. до 2004. године избушене су још две бушотине (дубине 192 m  и 145 m). Све бушотине су завршене у оквиру еоценских седимената, односно највјероватније у транзитним колекторима.
Непосредно подручије Козлука припада Дринској области. Значајно је напоменути да северни део од Козлука припада Јадарској области и то терцијарним теренима североисточне Босне. Истраживањима је утврђено да је расед који иде рубом кредних седимената (контакт еоцена и креде) условио појављивање минералних вода. Положај овог раседа јасно утврђен и вероватно да он има нагиб према истоку и прелази на источну страну Дрине и пружа се до гранодиоритског масива Борање. Други велики регионални расјед вјероватно иде долином Дрине и он у геолошком и у тектонском погледу веома битан за овај дио терена. Наиме дуж овог раседа дошло је до спуштања терена западног у односу на источно крило тако да су слојеви различите старости доведени у директни контакт.
Минералне воде са овог подручја се експлоатишу у фабрици минералне воде „Витинка“ д.о.о. Козлук. На основу анализа минерална вода „Витинка“ спада у:
- хидрокарбонатно-натријум-хлоридне воде,
- минерализације 3.726 до 5.556 mg/l,
- температуре 12 °C,
- pH вредности 6,5
- са есхалацијама  H2S, CО2 и О2.

На основи извршених истраживања и добијених резултата детаљних истраживања и испитивања могу се издвојити следеће резерве минералне воде:
- А категорије износе 0.12 l/s Б категорије које износе 0.30 l/s
- Ц1 категорије које износе 0.70 l/s
- Ц2 категорије које  износе 2.50 l/s

Више појава минералних вода регистровано је на потезу Јасеница – Кисељак. Тако је у Кисељаку на кратком растојању (око 500 m) на површини регистровано истицање минералне воде различитог хемизма и минерализације на чак девет места. Прва детаљна истраживања су обављена 1954. године, а након тога 1970. године. Истраживањима је руковидо проф. Ј. Баћ. Воде се појављују у еоценским творевинама које су представљене кварцним пешчарима и конгломератима. Извори се јављају дуж раседа дуж којег тече Кисељачки поток. Појава минералних вода условљена је раседом који је условио да еоценски пешчари и конгломерати у зони утицаја раседа послуже као транзитни и секундарни колектор минералних вода.
На основу до сада урађених анализа минералне воде у Кисељаку код Зворника спадају у:
- хидрокарбонатно-натријум-хлоридне воде, минерализације 2.959 до 7.634 mg/l,
- температуре 12 °C, pH-6.5 и
- са есхалацијама гасова CО2, CО и О2.
- са повећаним садржајем сумпора и гвожђа.

На основи извршених истраживања и добијених резултата детаљних истраживања и испитивања могу се издвојити следеће резерве минералне воде:
- Б категорије коије износе 1.20 l/s
- Ц1 категорије износе 5.00 l/s
- Ц2 категорије износе 11.00 l/s

## Зона Сребреница
У подручју Сребренице значајнији минерални извори се везују за терцијарне дацитоандезитске масе. Атмосферске воде, које досппевају у ове стенске масе, под утицајем изражених електрохемијских процеса стварају јонске растворе са специфичним хемизмом. Стенске масе околине Сребренице у себи садрже различите минерале обојених метала којима се атмосферске воде обогаћују током инфилтрације и кретања ка зонама изливања у ерозионим засецима потока.
Подземне воде у зони Сребреница су атмосферског порекла, специфичног су хемизма што се огледа у веома ниској вредности pH, одсуству HCО3 - jона, високом садржај гвожђа, сулфата и арсена.
Сталним рударским радовима током времена повећавала се инфилтрација атмосферских вода, па су се из напуштених рударских копова јављали нови извори минералне воде.
Минерализација ових вода је различита:
- Очна Вода има укупну минерализацију 5,568 g/l;
- Црни Губер свега 0,778 g/l.

Према подацима испитивања минерализација вода се креће у распону од 0,285 - 5,7 g/l.
Издашности минералних извора Сребренице су веома различите:
- Очна Вода Q = 0,05 - 0,4 l/s
- Љепотица Q = 0,2 - 0,4 l/s.
- М. Грубер Q = 0,04 - 0,14 l/s
- В. Губер Q = 5,00 l/s
- Нови Губер Q = 2,50 l/s

Осцилације издашности извора су у директној зависности од падавина које се инфилтрирају у пукотинске системе. Све воде су сулфатне (99% мг-екв) - HASO4 и HPO4 по анјонском саставу. Обогаћења микрокомпонентама су велика (посебно гвожђем и арсеном), па тако нпр. очна вода има више од 55,6 mg/l Аl, 2,5 mg/l Аs итд.
Температурне варијације су  директно зависне од температуре ваздуха, па је тако температура:
- Малог Губера зими између 6 и 8 °C, а лети од 12-15 °C.
- Очне воде  од 7-9 °C зими, и 10-15 °C лети.

Температуре указују на плитку инфилтрацију вода у подземље и њихово загревање у летним месецима, а хлађење у зимским, изазваних великих температурним променама подручја.
Минералне воде Сребренице значајне су у физикалној терапији због садржаја сулфата, арсена, гвожђа и повишене радиоактивности.

### Лековита врела у зони Сребреница
У бањи постоји велики број извора, међутим због слабог улагања у научна испитивања, само део њих је испитан. Наводи се да вода са ових извора лечи кожне болести, вид, анемију и друге болести. Већина бањских извора су добили и народно име, а најпознатији међу изворима је Црни губер. Неки од познатих извора су:
Црни (велики) губер
На подручју Црног губера извршен је велики број научних анализа, док је прва детаљна анализа на овом подручју извршена 1894. године, када је он проглашен за једно од најбољих природних врела у Европи. Крајем осамдесетих година 20. века извезен је велики број боца са овог врела. Вода се извозила у Европу, Африку и Амерку.
Мали губер
Извор Мали губер садржи велике количине калцијума и магнезијума. Вода је бистра, без боје и киселкастог укуса. У њој се налази највише гвожђа, као и арсена.
Синусна вода
Извор народски назван Синусна вода умањује болове синуса у пределу чела.
Очна вода
Југоисточно од црног Губера, налази се Очна вода. Овај извор је малог капацитета, али садржи више минералних састојака од свих других извора на овом подручју. Очна вода помаже код обољења очију и слузокоже, као и конјуктивитиса.
Извор Лепотица
Извор народски назван Лепотица због тога што садржи одређен број минерала који умањују кожне проблеме.

## Зона Чајниче - Стакорина
Минерални извори у зони Чајниче-Стакорина налазе се  у стенама  перумотријаске старости – шкриљцим, пешчару и конгломерату са кварцним жицама. Појаве ових вода утврђена је на подручју:
- Луке (два извора),
- Заборка (извори у Хусовићима),
- Домјешићима,
- Кривачама
- Миштару.
- Међурјечју (извори у Окосовићима и Димовићима).

Воде су високоминерализоване у распону 1.00 – 10.00 g/l. Уз минерлану воду на изворима у овом подручју регистроване су и есхалације гаса угљен-диоксида различитог интезитета.
На појединим местима уз изворе ових вода уочено је таложење наслага гвожђе-хидроксида.
Температуре вода су: 
- 10 °C на изворима у Међурјечју, Окосовићима и Димовићима
- 14 °C на изводрима у Луки, Чајничу.[10]

Воде су:
- HCO3 - - Na+ на изворима у Димовићима, Домјешићима и Миштару,
- HCO3 - - Сa2+ на изворима у Луки, Кривачи и Хасовићима,
- SO4- - Na+ на извору у Oкосовићима.

Извор у Окосовићима има високу минерализацију - око 10 g/l, највјероватније изазвану врло спором филтрацијом и водозаменом воде кроз гипсана и слана лежишта.
Издашност извора је мала и углавном се креће око 0,1 l/s, док је на извору у Димовићима измерен капацитет од око 0,5 l/s.
Вредности pH воде на овим појавама варирају од 6,3 – 7,8 што их сврстава у благо киселе до неутралне воде.

## Остале значајније појаве[11]
- У подручју ентитеског разграничења, тачније у пограничном делу општина Лопаре и Теочак, регистроване су појаве истицања минералних вода.
- Минерални извор северно од Прибоја ка Пељавама има минерализацију 1.520 mg/l.
- Повећану минерализацију (800 mg/l) са pH 8,2 показује и извор у Јасиковцу (угљевичка општина).
- На подручју општине Лопаре, у подручју Кораја, регистроване су такође појаве вода минерализације преко 1 g/l.
- На територији Федерације БиХ код Прибоја, недалеко од линије ентитетског раздвајања, регистровани су термоминерални извори Расол 1 и 2.
- Јужно од снажних карстних врела Рибника у општини Рибник (у зони села Ваганац) постоје такође појаве извора минерализације 1.100 до 1.500 mg/l.
- Извори повишене минерализације иситчу и у подручју Чечаве (општина Теслић). Минерализација воде на појединим локацијама прелази 2 g/l.
- Недалеко од тромеђе општина Пале, Рогатица и Соколац (на око 8 km северно од Подграба) регистован је један мањи извор (Qмин<0.1 l/s) са минерализацијом око 2 g/l.
- Десетак километара северозападно од Фоче, у сливу Колунске ријеке, регистрована су два мања извора са угљен-диоксидом и повишеним садржајем гвожђа.